# Custard cream

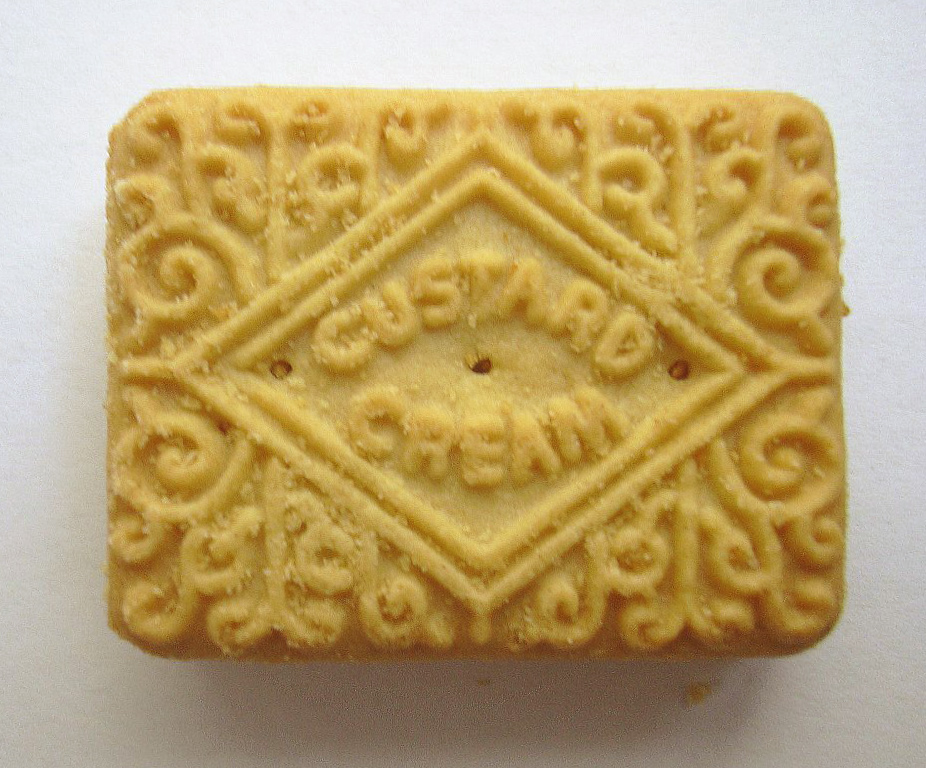
Custard cream

Custard cream – rodzaj ciastka popularny w Wielkiej Brytanii, w postaci dwóch prostokątnych herbatników przełożonych warstwą kremu custard o smaku waniliowym. Charakterystyczną cechą ciastek są bogate zdobienia powierzchni herbatników przypominające kształtem zarośla.
Pierwsze custard creams wyprodukowane zostały na początku XX wieku.